# Johan Afzelius
Johan Afzelius, nascut a Larv, Suècia, el 13 de juny de 1753 i traspassat a Uppsala el 20 de maig de 1837 va ser un químic suec.
Titulat per la Universitat d'Uppsala en 1776, va ser professor de química, metal·lúrgia i farmàcia en aquesta mateixa universitat entre 1784 i 1820. Va ser membre de la Reial Acadèmia de les Ciències de Suècia.

Estructura de l'àcid fòrmic

Va seguir els passos de Torbern Olof Bergman i es va interessar per l'estudi dels compostos orgànics. Amb els seus estudis aconseguí aïllar l'àcid fòrmic a partir d'extracte de formigues i va demostrar la seva diferència amb l'àcid acètic. També va estudiar l'àcid oxàlic i el níquel.
Els seus germans són el naturalista Adam Afzelius (1750-1837) i el metge Per Von Afzelius (1760-1843).